# Občanská válka v Kambodži
Občanská válka v Kambodži byl konflikt, ve kterém se utkaly síly komunistické strany Kambodži (známé jako Rudí Khmerové) a jejich spojenci Severní Vietnam a Vietkong s vládními silami Kambodžského království. Království se po říjnu 1970 nazývalo Khmerská republika, která byla podporovaná Spojenými státy a Jižním Vietnamem.